# بؤرة (كاميرا)

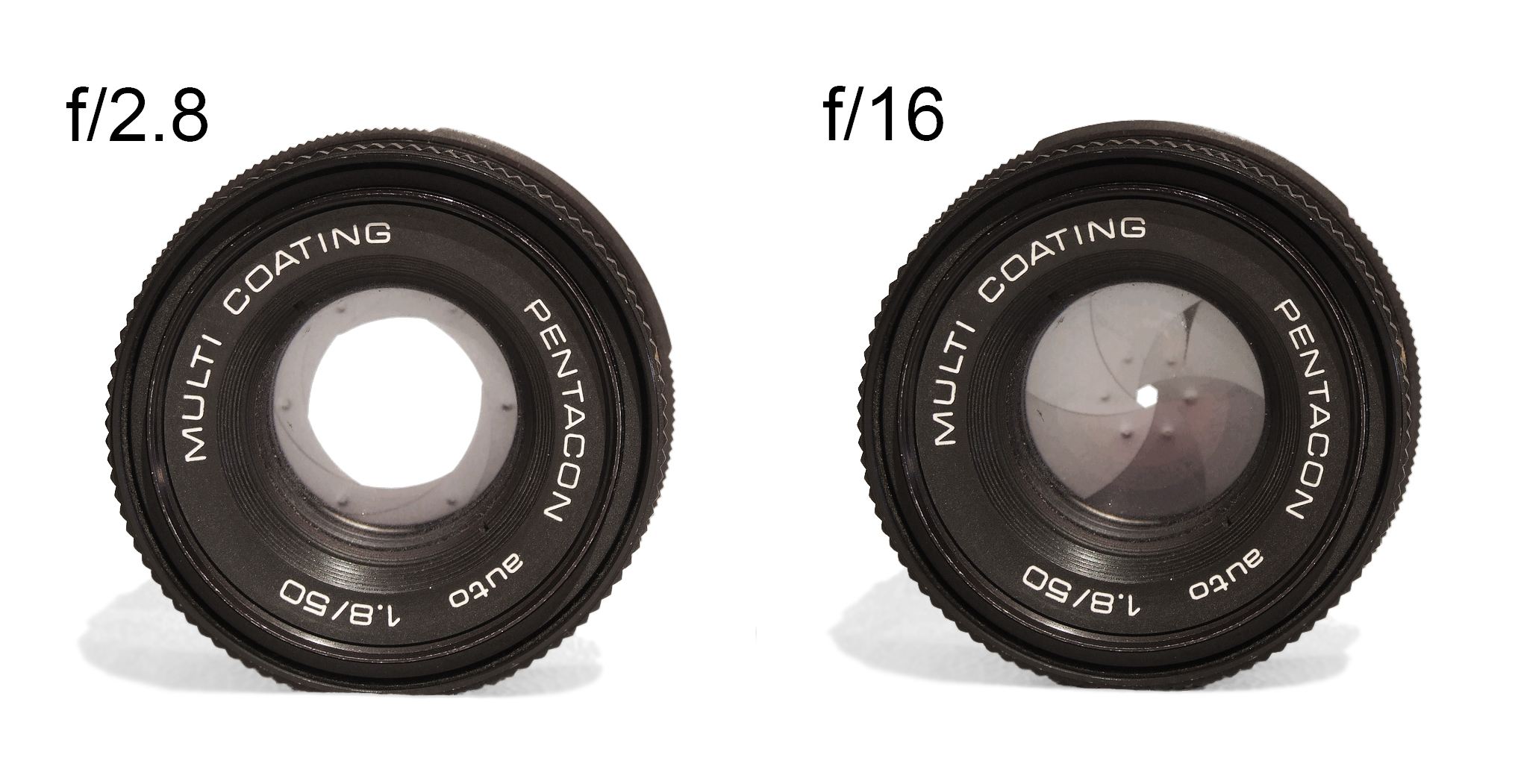
فتحة العدسة كبيرة(1) ،
فتحة العدسة صغيرة (2)

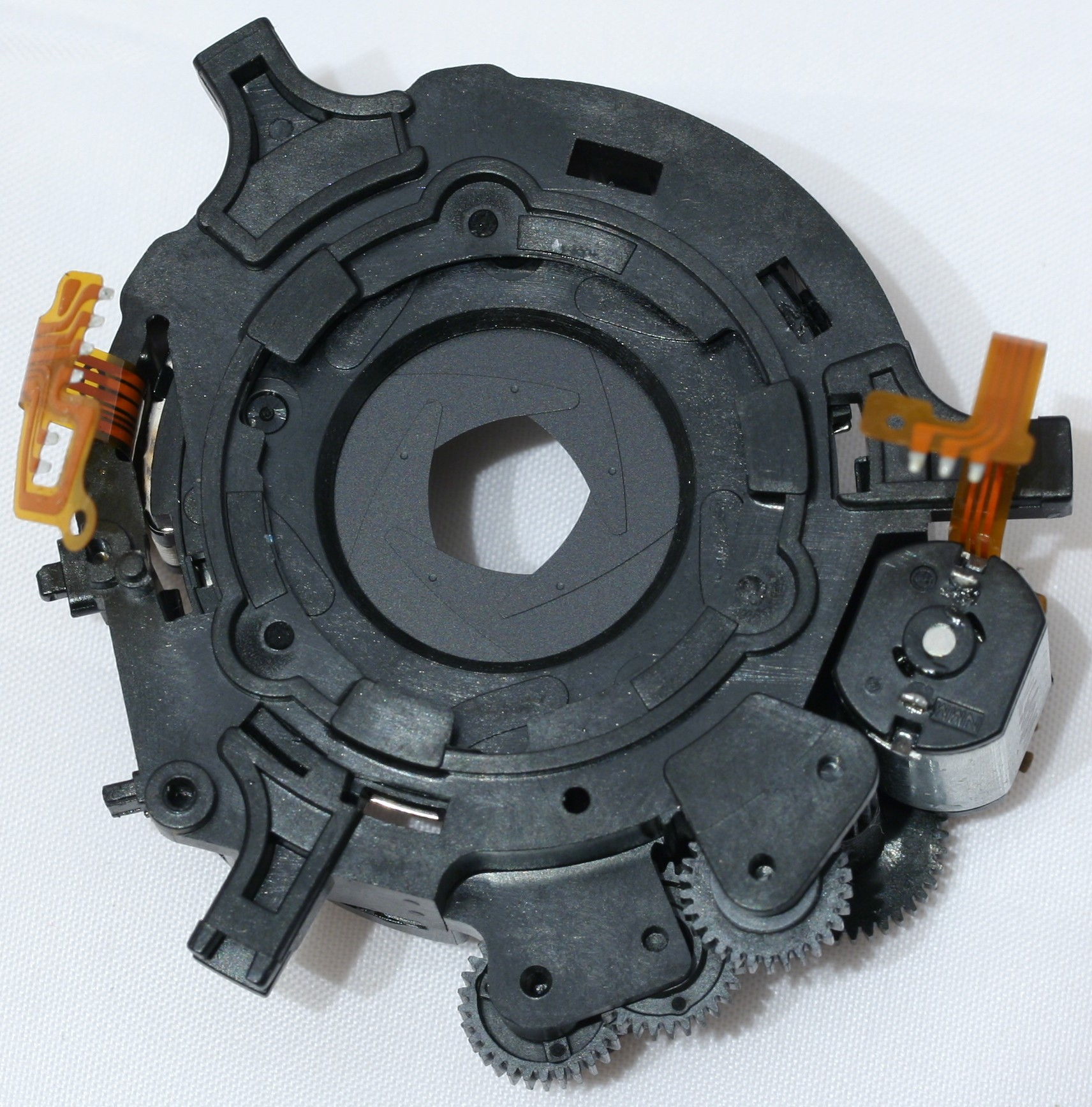
فتحة عدسة الكاميرا كانيون ، عدسة 50mm f/1.8 II

بؤرة أو فتحة (بالإنجليزية: aperture)‏ وتسمى أحيانا فتحة العدسة, هي جهاز بالكاميرا ينظم دخول الضوء، مصنوعة من شرائح رقيقة دائرية الشكل تتداخل في بعضها فتصغر أو تكبر فتحة العدسة.
ولها وظيفتان: الأولى ضبط شدة إضاءة الفيلم، فكلما كبر رقم العدسة صغرت كمية الضوء. فمثلا رقم العدسة 2 يدخل ضوءً أكثر من رقم العدسة 5.
ثانياً تؤثر على وضوح الصورة فكلما كبر رقم العدسة صغرت الفتحة، فيقل الضوء الداخل وينحصر في وسط العدسة، مما يساعد على خفض الأشعة الدائرية البعيدة عن مركز العدسة، ويزيد بذلك تباين الصورة.

## اقرأ أيضا
- كاميرا
- كاميرا أشعة غاما
- مجهر
- تلسكوب
- عدسة (بصريات)